# Rüdiger Soltwedel
Rüdiger Soltwedel (* 28. Februar 1945 in Schleswig) ist ein deutscher Wirtschaftswissenschaftler und Professor am Kieler Institut für Weltwirtschaft.

## Leben und Wirken
Nach dem Abitur studierte Soltwedel von 1965 bis 1969 Volkswirtschaftslehre an der Wirtschafts- und Sozialwissenschaftlichen Fakultät (ehemals Hochschule für Wirtschafts- und Sozialwissenschaften Nürnberg) der Friedrich-Alexander-Universität Erlangen-Nürnberg und an der Universität des Saarlandes und schloss dies als Diplom-Volkswirt ab.
1984 promovierte er an der Christian-Albrechts-Universität Kiel bei Herbert Giersch zu dem Thema Staatliche Interventionen am Arbeitsmarkt. Eine Kritik.
Zu seinen Arbeitsgebieten und Forschungsschwerpunkten gehören unter anderem die räumlichen Aspekte der europäischen Integration, Innovation und Clusterbildung, sowie die Liberalisierung im Bereich der Netzinfrastruktur.
Er ist Träger des Wolfram-Engels-Preises.